# Caracaraí (microregio)
Caracaraí is een van de 4 microregio's van de Braziliaanse deelstaat Roraima. Zij ligt in de mesoregio Sul de Roraima en grenst aan de microregio's Boa Vista, Nordeste de Roraima, Sudeste de Roraima en Rio Negro (AM). De microregio heeft een oppervlakte van ca. 74.282 km². In 2006 werd het inwoneraantal geschat op 36.379.
Drie gemeenten behoren tot deze microregio:
- Caracaraí
- Iracema
- Mucajaí

Mesoregio's: Norte de Roraima · Sul de Roraima

Microregio's: Boa Vista · Caracaraí · Nordeste de Roraima · Sudeste de Roraima